# Museo civico di Castroreale
Il Museo civico espone le raccolte costituite da opere d'arte provenienti da cappelle, chiese, conventi, monasteri, oratori, da luoghi di culto diruti, dismessi, distrutti o inagibili, presenti nel comprensorio della storica cittadina di Castroreale.

## Storia

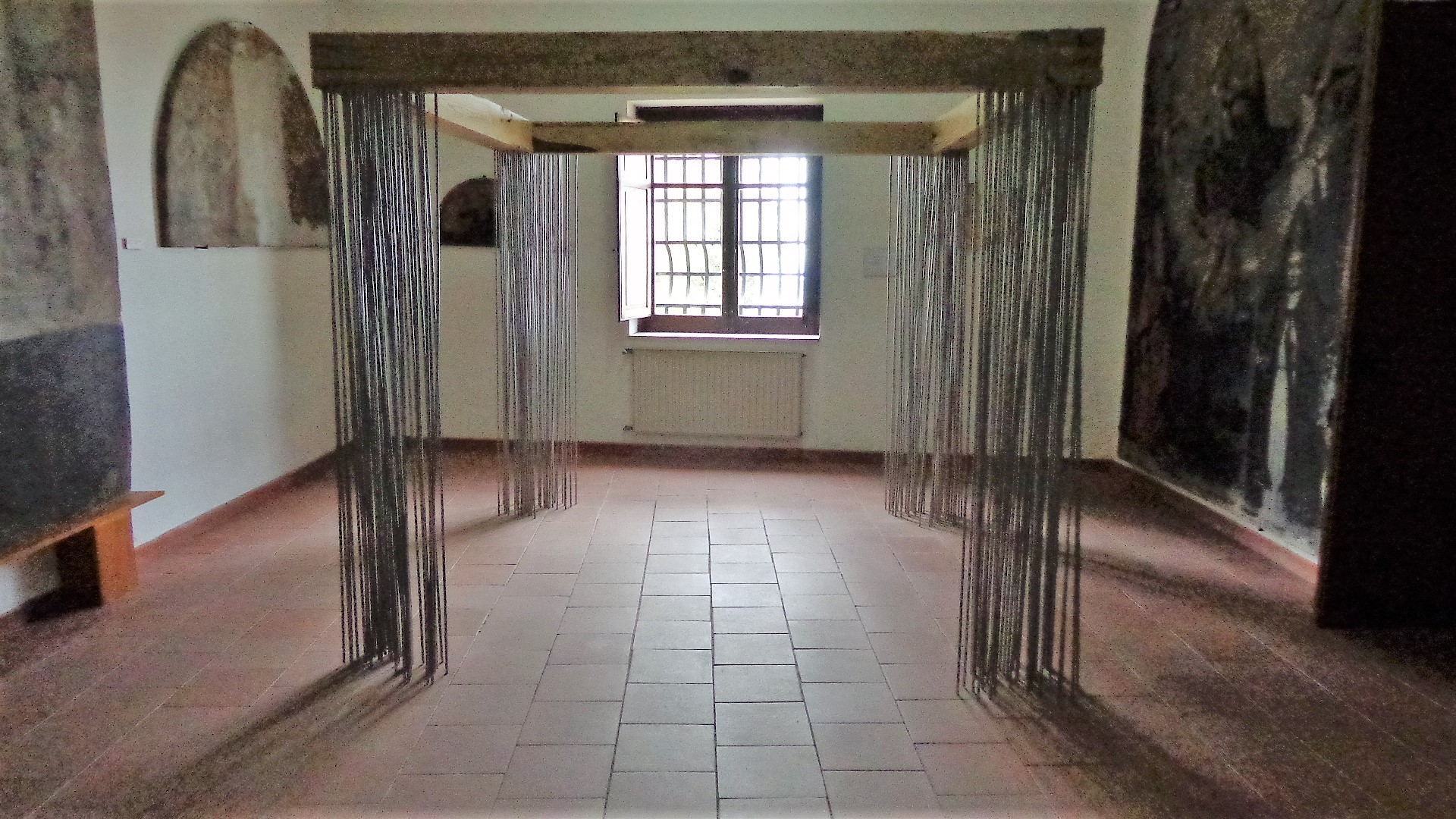
Epicarmo, Hidetoshi Nagasawa.

### Epoca spagnola
Oratorio patrocinato da Damiano Fava nel 1631 con le rendite provenienti dai beni personali e da quelli di altri sacerdoti. Coi fondi furono acquistate alcune case nel rione principale della cittadina e trasformate nella nuova istituzione, destinandone una parte all'edificazione della chiesa aperta al culto nel 1632.

### Epoca post unitaria
I locali furono parzialmente occupati nel 1862 dal Comando militare per ragioni di pubblico servizio. Dopo l'emanazione delle leggi eversive e la cessione al comune nel 1867, l'edificio fu riadattato per ospitare il ginnasio e le scuole elementari, mentre la chiesa rimase aperta al culto e affidata ad un rettore, Giuseppe Molino.

### Epoca contemporanea
- 1953, Messina, mostra dedicata ad "Antonello da Messina" e all'arte pittorica del "Quattrocento Siciliano". Alla manifestazione del capoluogo sono esposte alcune opere del patrimonio castrense restaurate per l'evento. In questa occasione è verificato lo stato di deterioramento del patrimonio artistico della cittadina.

Il terremoto del Golfo di Patti del 1978 arreca gravi danni al patrimonio artistico pertanto l'amministrazione comunale destina i locali demaniali dell'ex oratorio dei Padri Filippini 1632 della chiesa di San Filippo Neri, edificio restaurato dopo il sisma, a sede del Museo civico e dell'Archivio storico. Le strutture ospitarono la libreria fino al 2004.
Gli spazi utilizzati sono disposti su due livelli: nelle sale del piano terra e nel patio sono custodite le opere marmoree, sculture lignee, automatismi d'orologi dei campanili. Al primo piano sono esposti i dipinti, le installazioni d'arte moderna, gli arredi sacri e preziosi volumi dell'archivio storico.
Un arco dei primi decenni del XVII secolo sormontato da una mensola con cavalli scolpiti in pietra, contraddistingue l'ingresso della sede del Museo. Istituito nel 1984 è fruibile pubblicamente dal 1989 consentendo un itinerario artistico che spazia dal 1300 a oggi, con opere di cultura messinese, di talenti italiani e d'oltreconfine delle più importanti correnti stilistiche in voga in Europa.

## Piano terra

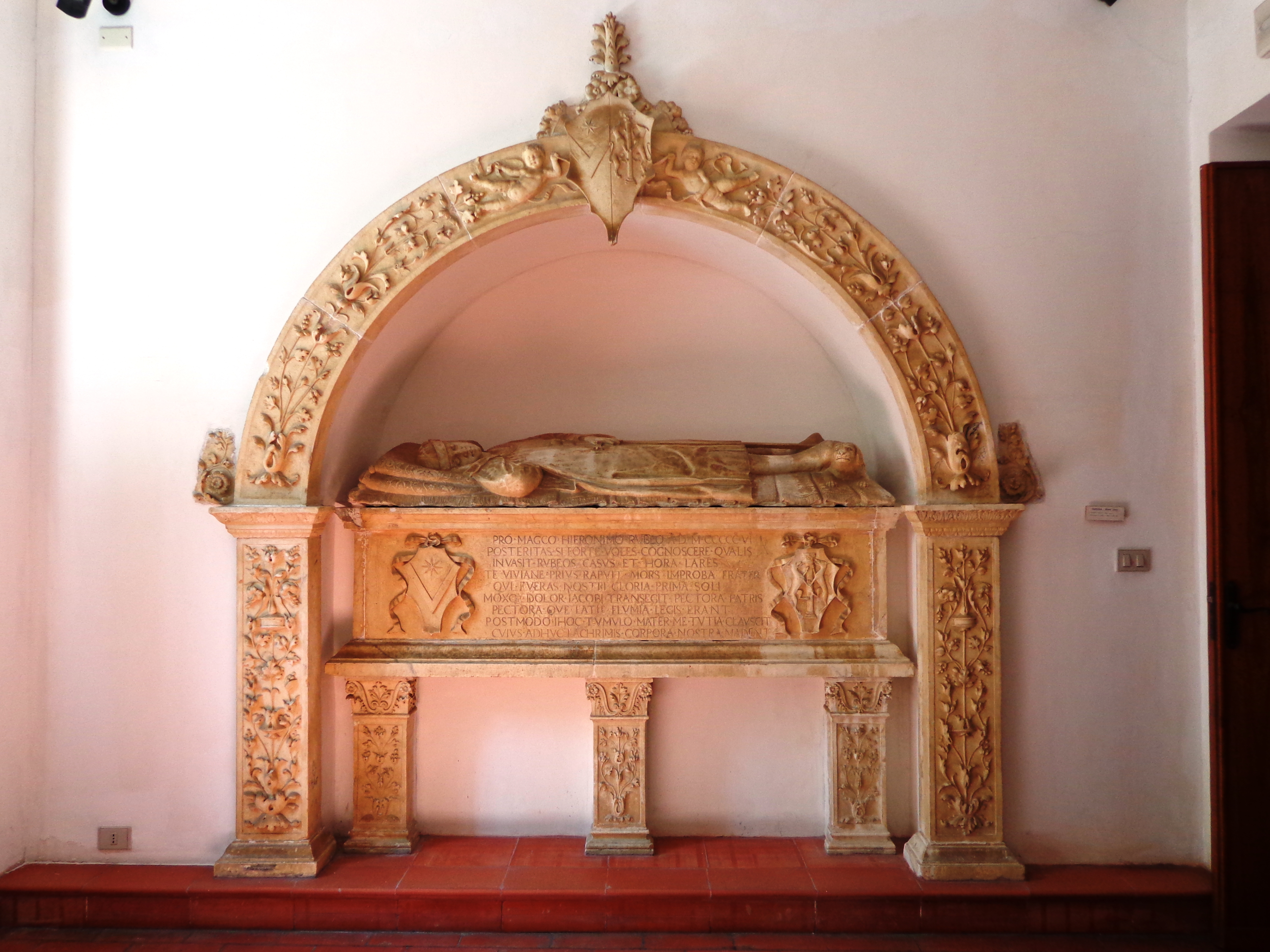
"Arco e Sarcofago" di Geronimo Rosso.

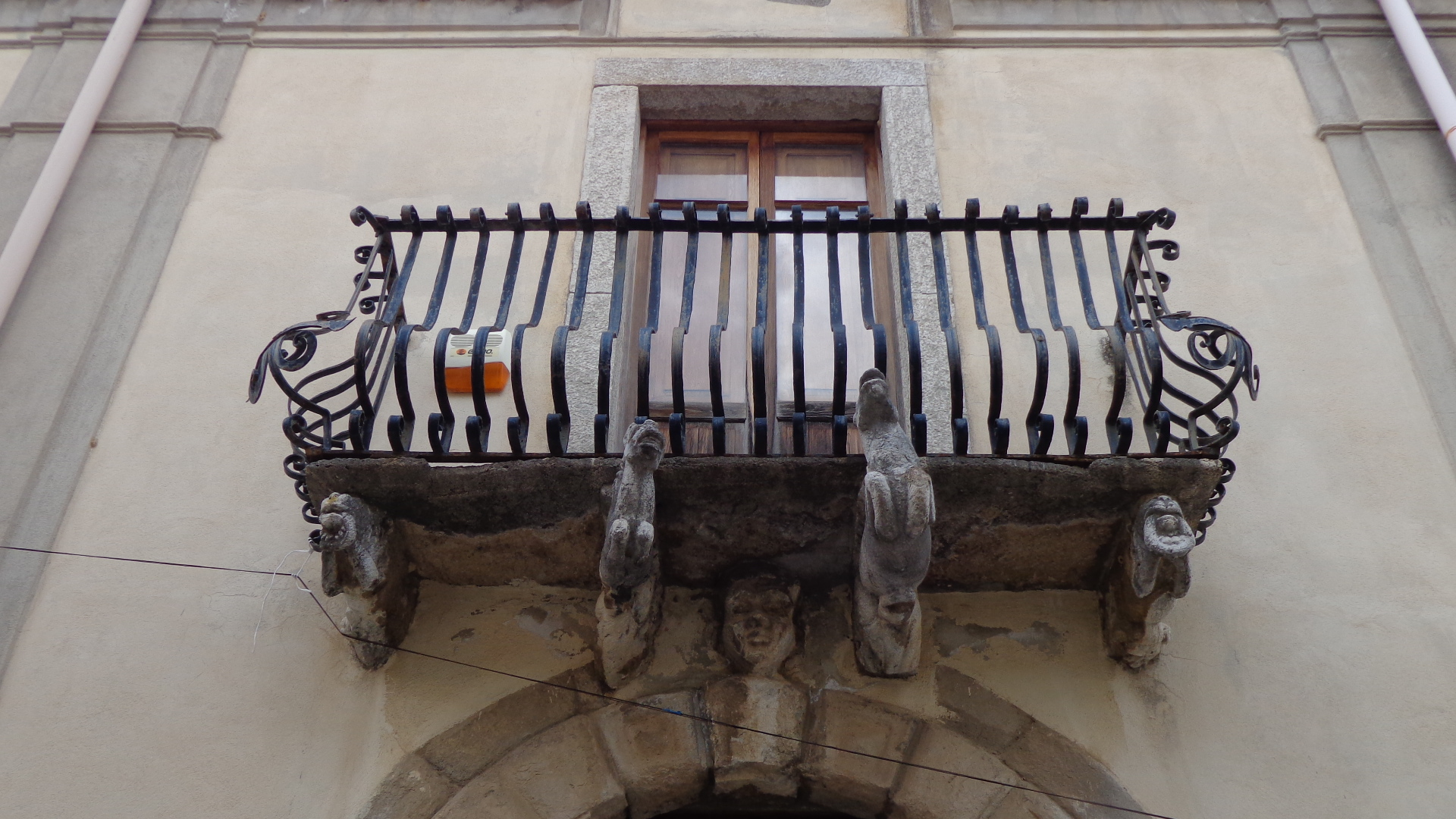
Balcone barocco.

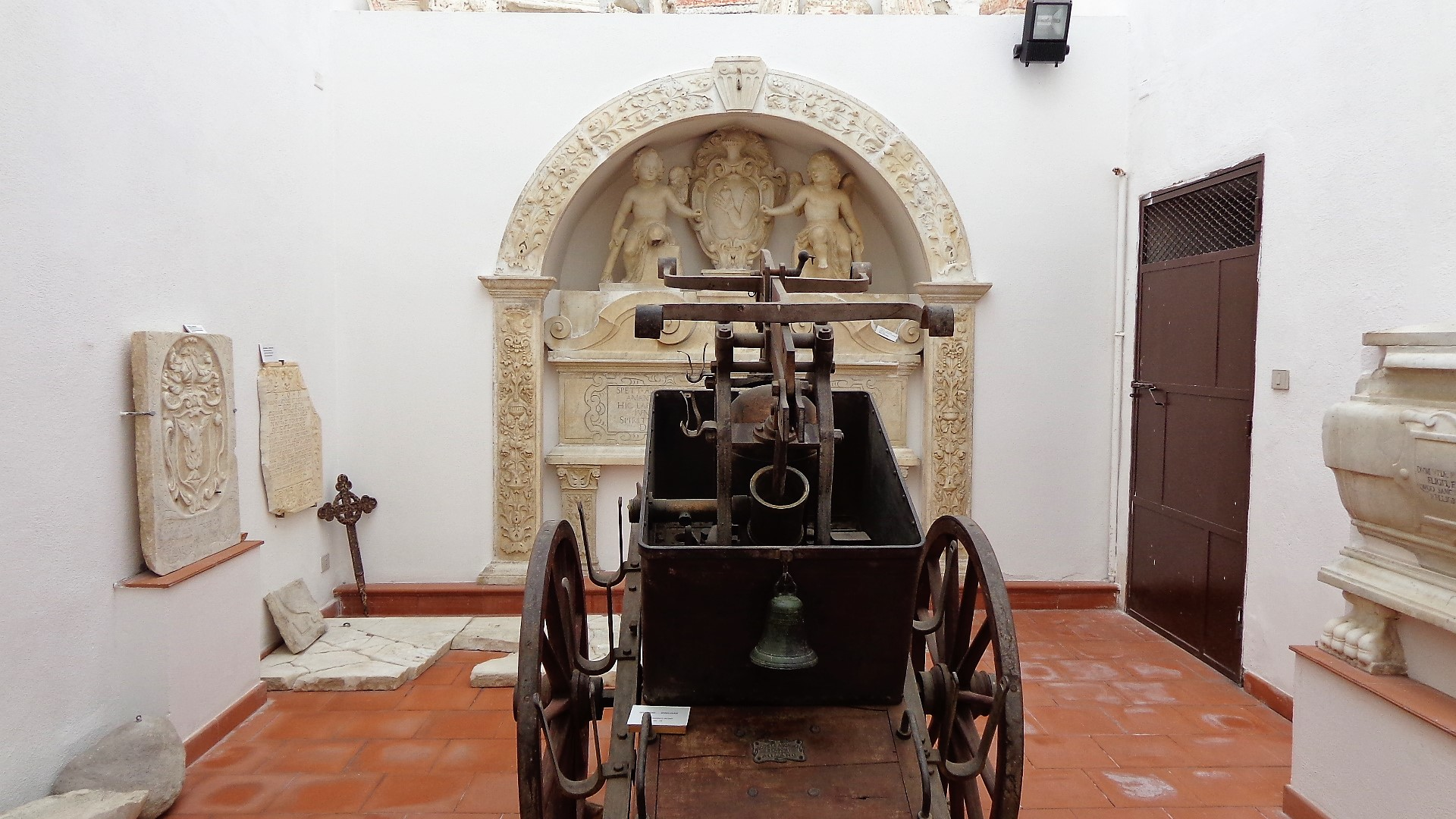
Chiostro, monumenti funebri ed epigrafi.

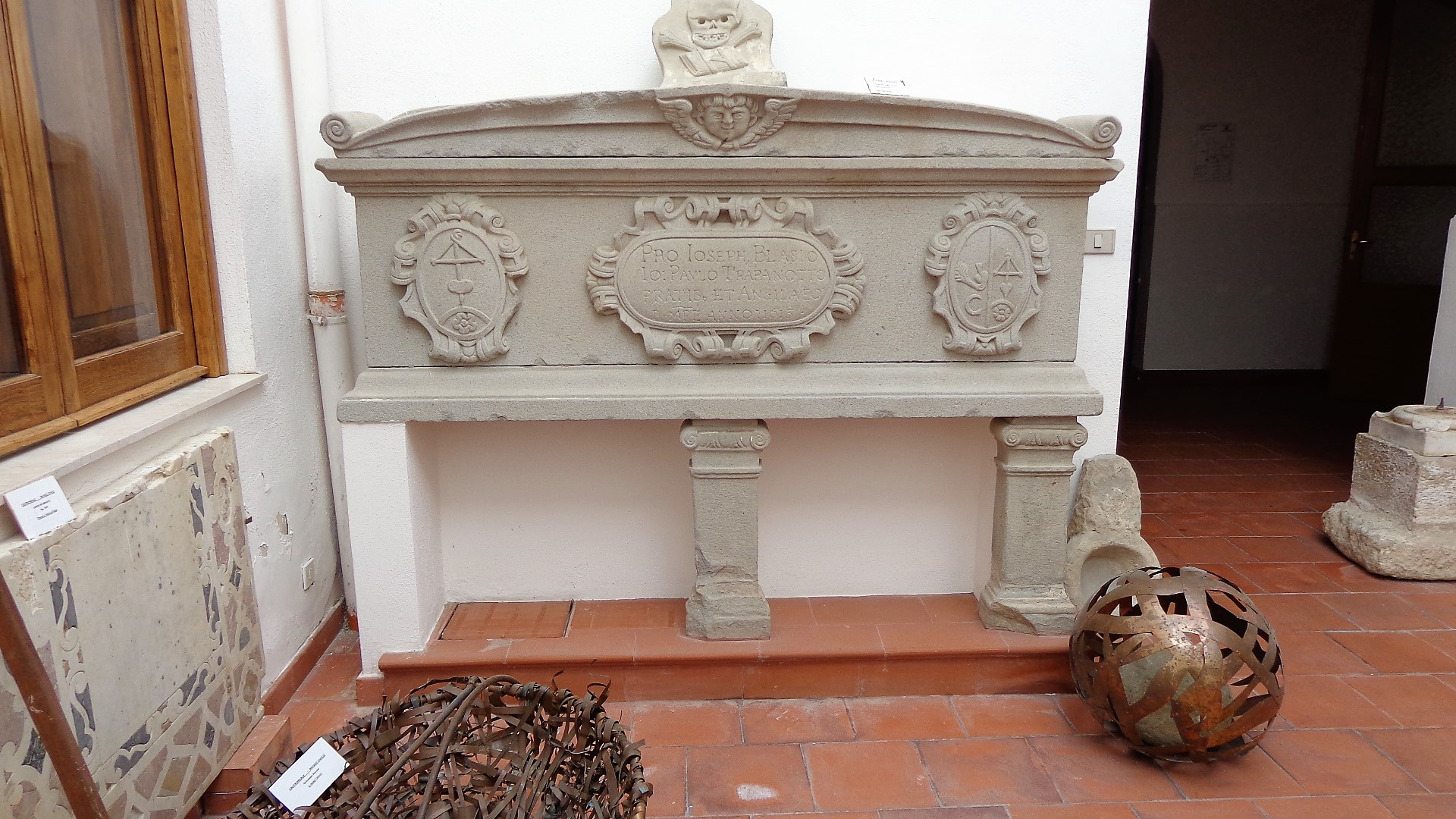
Chiostro, monumenti funebri ed epigrafi.

Nelle sale del piano terreno trovano collocazione sculture in marmo espressioni del Rinascimento siciliano e materiale lapideo tra i quali:
- 1506, Sarcofago, manufatto marmoreo con figura scolpita sul coperchio, opera di Antonello Gagini commissionata per Geronimo Rosso e originariamente censita nella chiesa di Santa Maria di Gesù dell'abolito convento de' frati Minori Osservanti di San Francesco.[3][4]
- 1507 - 1508, Arco, manufatto marmoreo di Antonello Gagini, completamento del sepolcro commissionato per Geronimo Rosso e originariamente censito nella chiesa di Santa Maria di Gesù dell'abolito convento de' frati Minori Osservanti di San Francesco.[3][4]
- ?, Sarcofago, manufatto marmoreo collocato nel patio dell'edificio.
- 1500, Madonna delle Grazie, opera pittorica di Antonello de Saliba nipote di Antonello da Messina, proveniente dal duomo.[2]
- 1530c., Salvatore Mundi, dipinto attribuito a Polidoro Caldara da Caravaggio.
- XV secolo, Crocifisso ligneo, opera d'autore ignoto.[2]
- 1653c., Crocifisso ritratto tra la Vergine Maria e San Gregorio Magno, olio su tela di Filippo Jannelli.
- 1653, Sant'Antonio di Padova, olio su tela di Filippo Jannelli.[2]
- 1653, San Felice da Cantalice, olio su tela di Filippo Jannelli.[2]
- XVI secolo, La strage degli innocenti, dipinto su tavola, opera di frà Simpliciano da Palermo.[2]
- XIV secolo, Croce, dipinto su tavola, opera d'autore ignoto.[2]
- ?, Tutti i Santi, dipinto su tavola di ignoto seguace della scuola Polidoro Caldara da Caravaggio.[2]
- 1587, San Leonardo, tavola di Antonio Riccio.[2]
- 1574, Madonna tra san Filippo e san Giacomo, tavola di Deodato Guinaccia.[3]
- 1629, Madonna tra san Placido e san Francesco di Paola, tela di Gaspare Camarda.[3]
- XVII secolo, Pietà ritratta tra santi, tela opera di Mercurio Romeo.[3]
- XVI secolo seconda metà, Conversione di san Paolo, trasposizione di tavola su tela.[3]
- XVI secolo, Sant'Antonio abate.[3]
- XIV secolo, Dormitio Virginis, dipinto su tavola. Bottega di Pietro Orimina.[3][5]
- XVI secolo, Andata al Calvario.[3]
- XVI secolo, Madonna del Rosario.[3]
- 1575 c., Immacolata Concezione raffigurata tra San Sebastiano e San Rocco,[3] opera proveniente dalla chiesa del Santissimo Salvatore.

## Primo piano
- XVII secolo fine, Ciborio ligneo, manufatto ligneo proveniente dalla chiesa di Santa Maria di Gesù dell'abolito convento de' frati minori osservanti di san Francesco.[2]
- XVII - XVIII secolo, Paramenti sacri.
- XVII - XVIII secolo, Paliotti in legno, in juta, in marmo e in cuoio.
- 2010, Epicarmo, scultura in legno e acciaio donata dall'autore Hidetoshi Nagasawa nell'agosto del 2010.

Nella sala dedicata all'Archivio storico cittadino sono conservati i documenti relativi all'amministrazione e alle magistrature della città. I più antichi, a partire dal XIV secolo sono trascritti nei tre volumi del «Libro Rosso».

## Sala «Riccardo Casalaina»
Ambiente dedicato al musicista maestro Riccardo Casalaina.

## Chiesa di San Filippo Neri
- 1632c., San Filippo Neri, dipinto ispirato alla tela di Guido Reni, altare maggiore.[6]
- XVIII secolo, Madonna del Rosario, statua lignea, Cappella del Rosario navata sinistra.[6]
- XV secolo, Crocifisso, mistura, attribuito alla bottega dei Matinati, navata destra.[6]
- XVIII secolo, Sacra famiglia, dipinto, opera d'autore anonimo.
- 1630, Sant'Antonio di Padova, statua marmorea, opera d'autore ignoto proveniente dal duomo di Santa Maria Assunta.[7]
- ?. Ciclo, dipinti raffiguranti i ritratti dei preti della chiesa, opere documentate e trasferite nella sacrestia del duomo di Santa Maria Assunta.[7]

## Galleria d'immagini

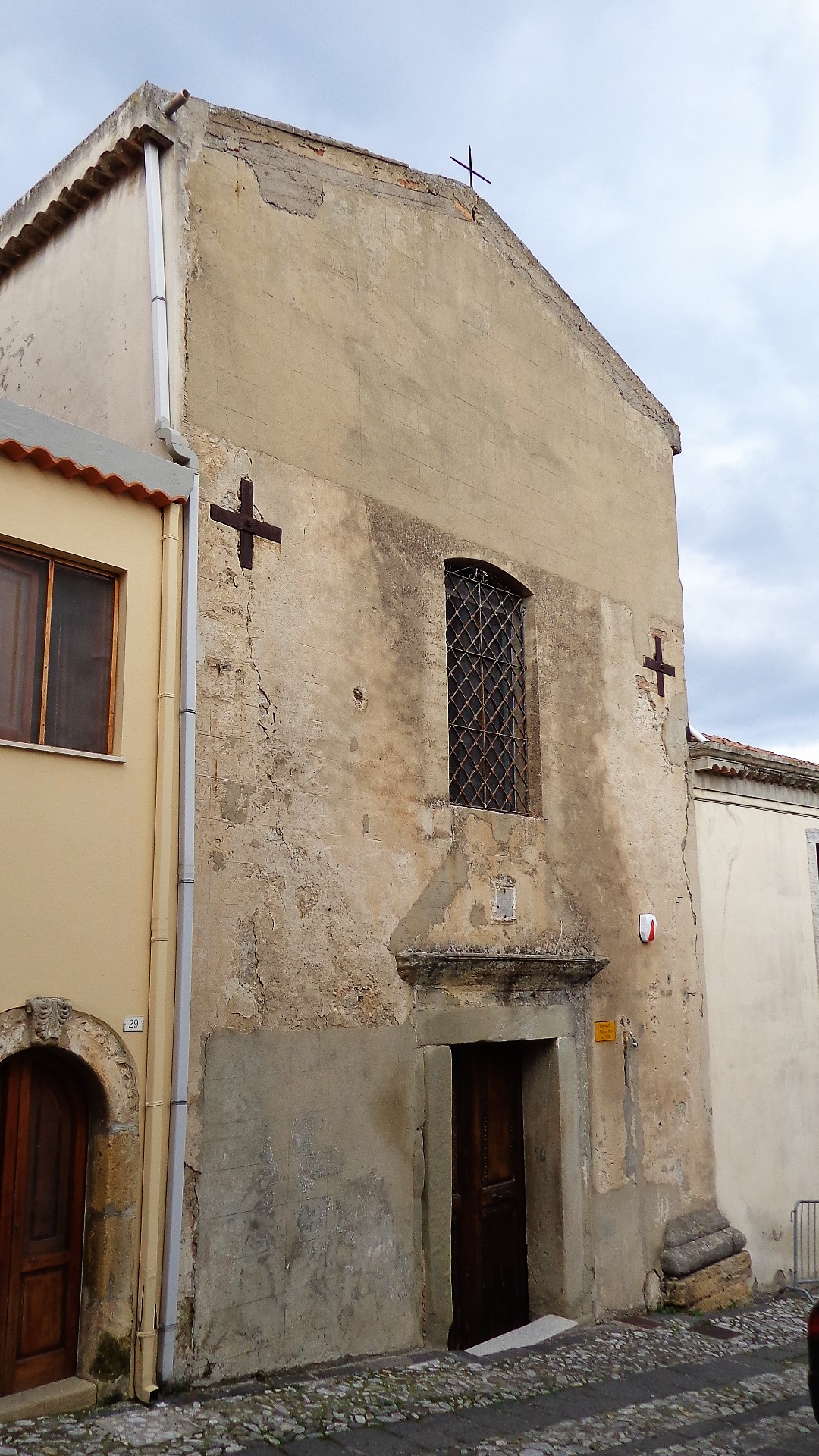
Chiesa di San Filippo Neri
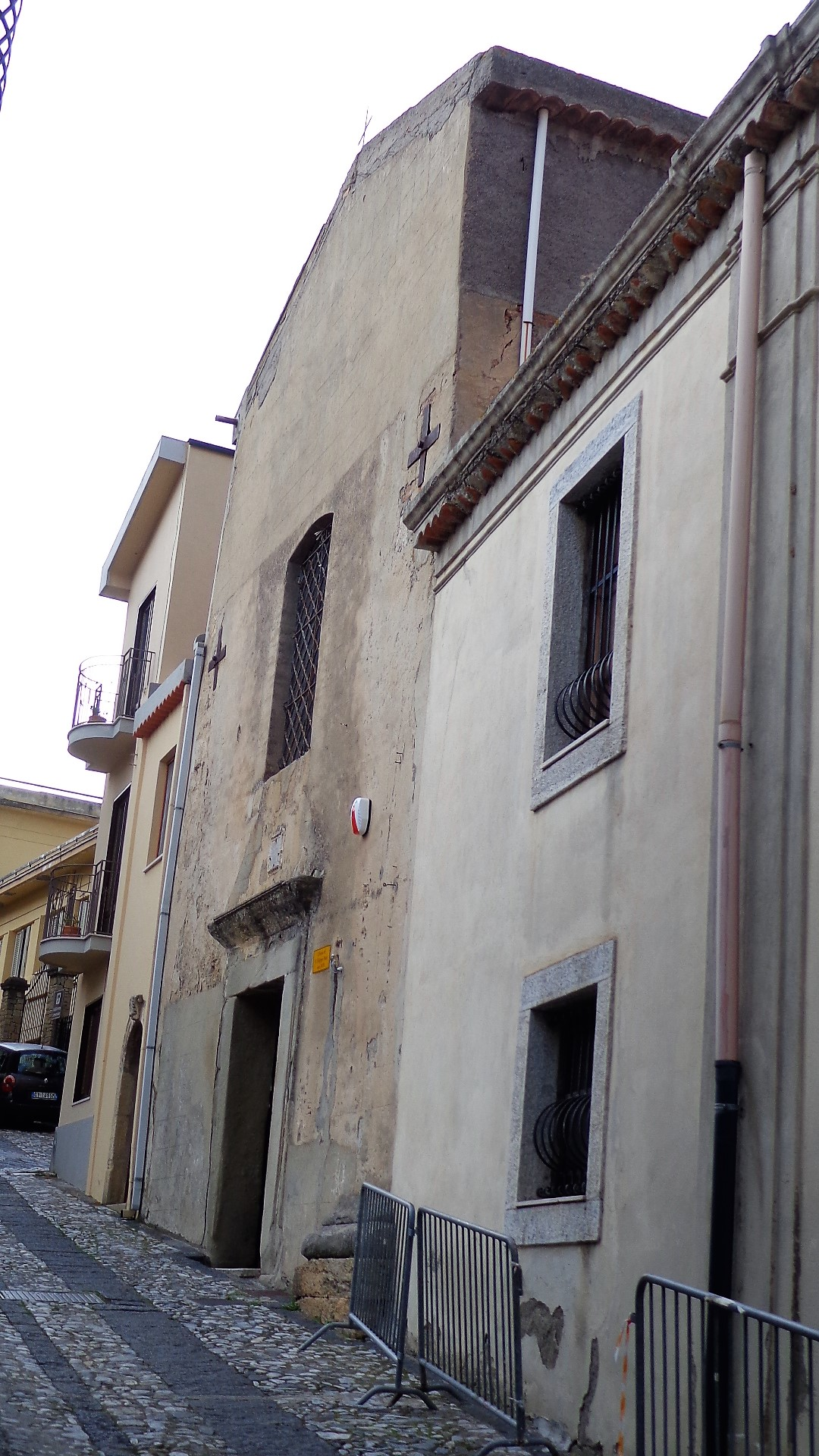
Chiesa di San Filippo Neri